# François-Xavier De Bue

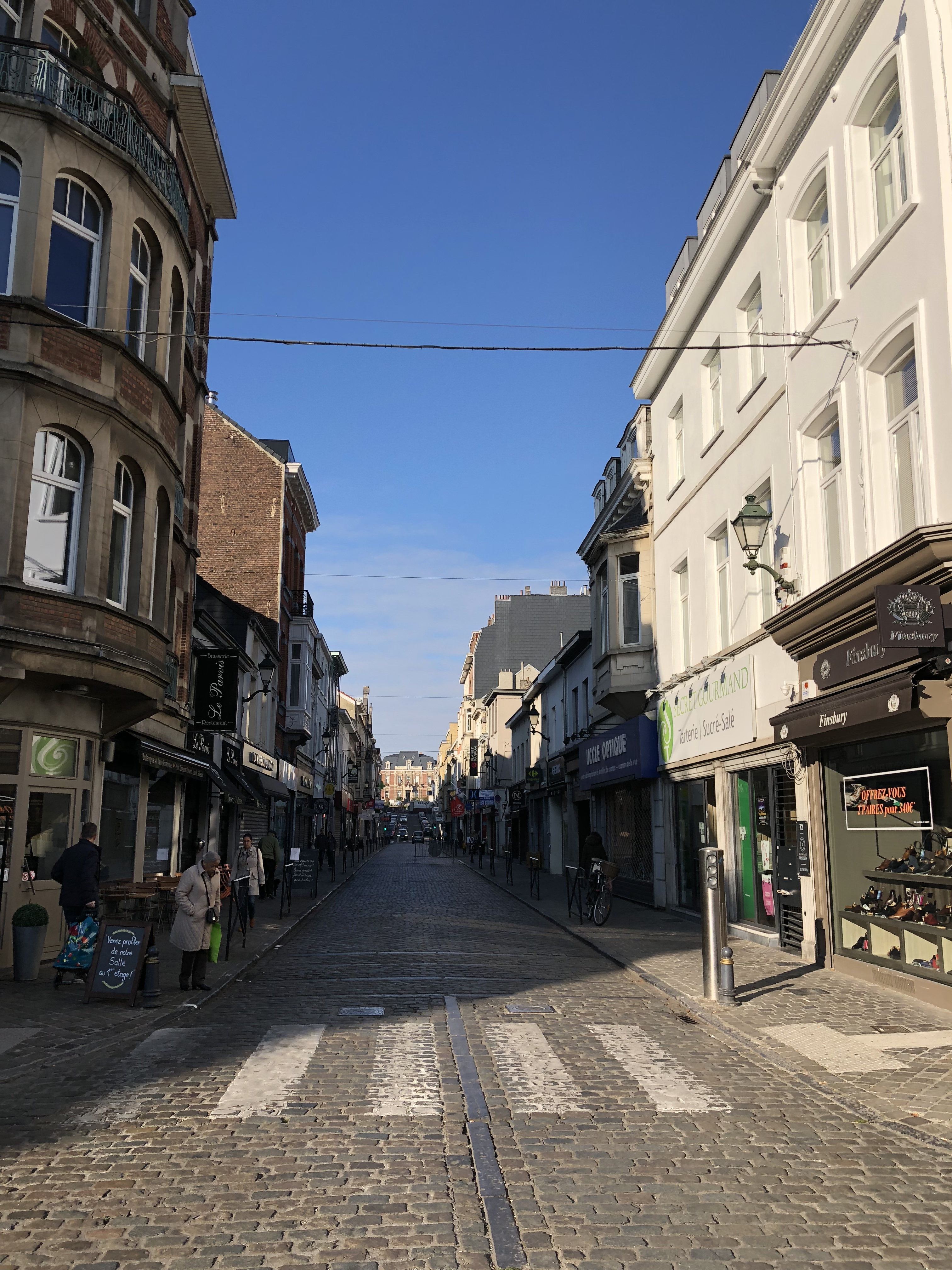
Xavier De Buestraat - Ukkel

François Xavier Marie De Bue (Ukkel, 4 januari 1860 - 30 september 1925) was een Belgisch volksvertegenwoordiger en burgemeester.

## Levensloop
De Bue, getrouwd met Marie Mommaert, werd gemeenteraadslid van Ukkel in 1888 en bleef dit tot aan zijn dood. Van 1896 tot 1900 was hij schepen en van 1909 tot 1911 en van 1921 tot aan zijn dood was hij burgemeester.
Van 1892 tot 1910 was hij ook provincieraadslid.
In 1910 werd hij verkozen tot katholiek volksvertegenwoordiger voor het arrondissement Brussel en vervulde dit mandaat tot aan zijn dood.
Er is een Xavier De Buestraat in Ukkel.